# Ana Clara Guerra Marques
Pour les articles homonymes, voir Guerra.
Danseuse et chorégraphe angolaise, Ana Clara Guerra Marques a été une des premières chorégraphes africaines à créer une compagnie de danse contemporaine dans son pays et sur le continent africain, en 1991.
Elle n’a jamais quitté son pays, l’Angola, et tout son travail se développe d’après des études approfondies sur des mouvements spécifiques des danses traditionnelles et les positions de la statuaire angolaises.
Elle a aussi développé un autre chemin de la danse contemporaine, la critique sociale.
Ses performances ont inauguré l’utilisation d’espaces non conventionnels et le contact direct avec le public.
Elle étudie à Luanda Ballet Academy, inscrite par sa mère. Elle apprend aussi à jouer de l'accordéon et du piano.
Comme professeur, elle a dirigé, enseigné et organisé, depuis 1978, plusieurs spectacles dans la seule école de danse existant en Angola.
Comme chercheuse, elle travaille sur les danses de masques du peuple Cokwe, situé dans la région nord-est de l’Angola.
En 1995, elle reçoit le prix Identité et en 2006 le Diplôme d’Honneur du ministère de la Culture de l’Angola et le prix national de Culture et Arts dans la catégorie Danse, pour ses contributions à la danse, à la recherche et à la culture de son pays.